# Givani Smith
Givani Smith, född 27 februari 1998, är en kanadensisk professionell ishockeyforward som är kontrakterad till Florida Panthers i National Hockey League (NHL) och spelar för Charlotte Checkers i American Hockey League (AHL).
Han har tidigare spelat för Detroit Red Wings i NHL; Grand Rapids Griffins i AHL samt Barrie Colts, Guelph Storm och Kitchener Rangers i Ontario Hockey League (OHL).
Smith draftades av Detroit Red Wings i andra rundan i 2016 års draft som 46:e spelare totalt.
Han är bror till Gemel Smith.

## Statistik
| 2013–2014  | Mississauga Senators  | GTHL       | 26  | 9  | 8  | 17  | 71  | 7  | 4  | 4  | 8  | 4  |
| 2014–2015  | Barrie Colts          | OHL        | 31  | 0  | 4  | 4   | 20  | —  | —  | —  | —  | —  |
|            | Guelph Storm          | OHL        | 30  | 7  | 8  | 15  | 56  | 9  | 2  | 3  | 5  | 10 |
| 2015–2016  | Guelph Storm          | OHL        | 65  | 23 | 19 | 42  | 146 | —  | —  | —  | —  | —  |
| 2016–2017  | Guelph Storm          | OHL        | 64  | 26 | 18 | 44  | 139 | —  | —  | —  | —  | —  |
|            | Grand Rapids Griffins | AHL        | 3   | 0  | 0  | 0   | 2   | —  | —  | —  | —  | —  |
| 2017–2018  | Guelph Storm          | OHL        | 19  | 8  | 3  | 11  | 14  | —  | —  | —  | —  | —  |
|            | Kitchener Rangers     | OHL        | 27  | 9  | 10 | 19  | 36  | 18 | 11 | 7  | 18 | 22 |
| 2018–2019  | Grand Rapids Griffins | AHL        | 64  | 6  | 7  | 13  | 86  | 4  | 0  | 2  | 2  | 9  |
| 2019–2020  | Detroit Red Wings     | NHL        | 21  | 2  | 1  | 3   | 9   | —  | —  | —  | —  | —  |
|            | Grand Rapids Griffins | AHL        | 37  | 9  | 10 | 19  | 75  | —  | —  | —  | —  | —  |
| 2020–2021  | Detroit Red Wings     | NHL        | 16  | 1  | 3  | 4   | 21  | —  | —  | —  | —  | —  |
|            | Grand Rapids Griffins | AHL        | 25  | 9  | 6  | 15  | 54  | —  | —  | —  | —  | —  |
| 2021–2022  | Detroit Red Wings     | NHL        | 46  | 4  | 3  | 7   | 108 | —  | —  | —  | —  | —  |
| 2022–2023  | Detroit Red Wings     | NHL        | 2   | 0  | 0  | 0   | 0   | —  | —  | —  | —  | —  |
|            | Grand Rapids Griffins | AHL        | 19  | 2  | 3  | 5   | 45  | —  | —  | —  | —  | —  |
|            | Florida Panthers      | NHL        | 20  | 1  | 2  | 3   | 47  | —  | —  | —  | —  | —  |
|            | Charlotte Checkers    | AHL        | 3   | 0  | 0  | 0   | 4   | —  | —  | —  | —  | —  |
| NHL totalt | NHL totalt            | NHL totalt | 105 | 8  | 9  | 17  | 185 | —  | —  | —  | —  | —  |
| AHL totalt | AHL totalt            | AHL totalt | 151 | 26 | 26 | 52  | 266 | 4  | 0  | 2  | 2  | 9  |
| OHL totalt | OHL totalt            | OHL totalt | 236 | 73 | 62 | 135 | 411 | 27 | 13 | 10 | 23 | 32 |